# 2003 chez Disney
Cet article présente la liste des évènements de la Walt Disney Company ayant eu lieu en 2003.

## Événements

### Janvier
- 12 janvier 2003, Cérémonie de la première pierre pour la construction du parc Hong Kong Disneyland
- 16 janvier 2003, Première du spectacle Disney's Aladdin: A Musical Spectacular au Disney's California Adventure[1]
- 17 janvier 2003, Début de la série télévisée Phénomène Raven aux États-Unis
- 21 janvier 2003, Sortie en DVD du film Les 101 Dalmatiens 2 : Sur la trace des héros
- 26 janvier 2003, Première émission du Jimmy Kimmel Live! sur ABC

### Février
- 1er février 2003, Fermeture de l'attraction Diamond Horseshoe Revue au Magic Kingdom
- 5 février 2003, Sortie en DVD du film Le Roi lion 3 : Hakuna Matata
- 5 février 2003, Sortie du film Le Livre de la jungle 2 en France
- 28 février 2003, Disney lance Disney Channel Nordic en Suède, Norvège et au Danemark[2].

### Mars
- 5 mars 2003, Réouverture du King Arthur Carrousel de Disneyland après un an de rénovation
- 24 mars 2003, Disney et Bank One créent aux États-Unis une carte de crédit Visa offrant entre autres des avantages dans les boutiques et parcs Disney.

### Avril
- 9 avril 2003, Fermeture de l'attraction Space Mountain à Disneyland pour deux ans de travaux
- 11 avril 2003, Ouverture de l'attraction Many Adventures of Winnie the Pooh à Disneyland
- 22 avril 2003, la chaîne payante néerlandaise CineNova codétenue par Disney, Sony et UPC signe un accord de diffusion avec MGM et la Fox[3]
- 23 avril 2003, Sortie en DVD du film Les Énigmes de l'Atlantide
- 24 avril 2003, Disney annonce le lancement de Disney Channel Japan pour novembre 2003[4]

### Mai
- 6 mai 2003, Disney s'associe à Memorex pour produire des appareils audio-vidéo Disney, base du futur Disney Electronics[5].
- 12 mai 2003, la Walt Disney Company obtient du Congrès des États-Unis que les domaines de Disneyland et Disney World soient des zones d'exclusion aérienne sans en avoir fait une demande officielle[6].
- 21 mai 2003, Disney revend les Anaheim Angels[7] pour 180 millions d'USD à Arturo Moreno, un financier de Phoenix[8].
- 22 mai 2003, Ouverture de l'attraction Reflections of China dans le pavillon de la Chine à Epcot
- 30 mai 2003, Première mondiale du film Le Monde de Nemo aux États-Unis
- 31 mai 2003, Première des ABC Super Soap Weekend à Disney's California Adventure

### Juin
- 2 juin 2003, Lancement du MMORPG Disney's Toontown Online aux États-Unis[4]

### Juillet
- 22 juillet 2003, Walt Disney Internet Group lance Disney Connection[9]

### Août
- 6 août 2003, Sortie du film Freaky Friday : Dans la peau de ma mère
- 15 août 2003, Ouverture de l'attraction Mission : Space à Epcot
- 26 août 2003, Sortie en DVD du film Stitch ! Le film
- 28 août 2003, Première apparition de Lucky le dinosaure à Los Angeles devant le Natural History Museum[10]

### Septembre
- 5 septembre 2003, Un accident fait un mort et 10 blessés dans Big Thunder Mountain Railroad de Disneyland[11],[12]
- 10 septembre 2003, Disney Consumer Products et cinq confiseurs américains regroupés sous le nom Imagination Confections lancent une gamme de confiseries Disney[13]

### Octobre
- 8 octobre 2003, Ouverture de l'attraction Mickey's PhilharMagic au Magic Kingdom
- 9 octobre 2003, Première représentation du spectacle nocturne Wishes au Magic Kingdom[14]
- 9 octobre 2003, Inauguration de l'attraction Mission : Space à Epcot
- 11 octobre 2003, Fermeture de l'attraction Alien Encounter au Magic Kingdom[15]
- 24 octobre 2003, Première mondiale du film Frère des ours aux États-Unis

### Novembre
- 18 novembre 2003, Disney lance Disney Channel Japan au Japon[2].

### Décembre
- 18 décembre 2003, The Walt Disney Company Limited achète 100 % de DCL Finance UK, une société de leasing et annonce investir 17 millions de £ en 2004[16]